# Pecados de mi padre
Pecados de mi padre es un documental coproducción de Argentina y Colombia sobre el finado narcotraficante Pablo Escobar, en el cual colaboró su hijo Juan Pablo Escobar. Fue estrenado el 22 de abril de 2010 en Argentina.
El documental se exhibió en el Festival de Cine de Berlín.

## Sinopsis
El filme cuenta por una parte la historia de Pablo Escobar Gaviria, el poderoso narcotraficante colombiano muerto en un enfrentamiento con la policía en 1993, desde el punto de vista de su único hijo varón, Sebastián Marroquín, y por la otra, los intentos de este Sebastián para contactar a los hijos de las principales víctimas de su padre.

## Producción
Para ganarse la confianza de Escobar hijo, quien vive en Argentina con el nombre de Sebastián Marroquín, el productor argentino radicado en Nueva York Nicolás Entel viajó con absoluto sigilo docenas de veces a ese país y a Colombia.
Con mucho tacto pero también con una alta dosis de franqueza, le confesó que lo que él quería era hacer un nuevo documental sobre su padre. ¿Qué tan novedoso podría ser? La respuesta, al parecer, se la dio el mismo Marroquín, por lo que se puede deducir por el nombre de la cinta. Entel logró reunir a Juan Manuel, Carlos Fernando y Claudio Mario Galán (hijos de Luis Carlos Galán), Rodrigo Lara Restrepo (hijo de Rodrigo Lara Bonilla) y César Gaviria, todos ellos representantes, por un lado, del delfinismo político pero por otro de una generación de víctimas y supervivientes de Escobar.

## Participantes
- Pablo Escobar, material de archivo.
- Luis Carlos Galán, material de archivo.
- Juan Pablo Escobar o Sebastián Marroquín ... Él mismo
- María Isabel Santos ... Ella misma
- Rodrigo Lara, material de archivo.
- Juan Manuel Galán ... Él mismo
- Carlos Galán ... Él mismo
- Claudio Galán ... Él mismo

## Comentarios
Natalia Trzenko en La Nación opinó:

«La historia que cuenta… tiene corazón colombiano, pero su mensaje es universal. Se trata de padres e hijos, de ausencias y orfandades provocadas por la lucha política y económica...en los tiempos de Pablo Escobar...aquí la mira está puesta en su familia...relato fascinante…. A través de una gran cantidad de material de archivo inédito y de imágenes ya conocidas pero igual de impactantes, Entel reconstruye (a) Pablo Escobar desde la perspectiva de su hijo y, en menor medida, de su viuda …este documental se juega por una línea argumental conmovedora: intentar reunir a Sebastián con los hijos de Rodrigo Lara Bonilla y Luis Carlos Galán, dos renombrados políticos colombianos asesinados por Escobar...el film no se atreve demasiado en términos estéticos. Prolijo pero sin salir demasiado de los recursos básicos del documental biográfico, en Pecados de mi padre nada desentona, pero tampoco nada se destaca demasiado desde una perspectiva cinematográfica. La voz en off, tal vez una de las herramientas más utilizadas en este género, utiliza constantemente la primera persona del plural, un nosotros inclusivo que termina por enfatizar escenas y situaciones que no necesitaban de esa ayuda. Aun así, Pecados de mi padre construye un relato apasionante a partir de las revelaciones de una vida tan trágica y tumultuosa..» 

Miguel Frías en Clarín dijo:

« Es una mirada acerca de (Pablo Escobar Gaviria) -ambigua y por lo tanto enriquecedora- de su hijo, radicado desde los '90 en la Argentina… Un filme sobre crímenes, poder, ambiciones desmedidas, espiral de violencia, sí. Pero también sobre culpas heredadas, dilemas e intentos de expiación ... Su estructura es convencional. No su historia -llevada con pulso prolijo- ni sus "personajes"… Entel... procuró un acercamiento de él (Juan Pablo Escobar) con los hijos de dos víctimas trascendentes de su padre: Rodrigo Lara Bonilla y Luis Carlos Galván. Este dificultosa reunión de descendientes de victimario y víctimas -todos hombres de treinta y pico, todos huérfanos de padre, todos niños que sufrieron y odiaron y fantasearon con vengarse- le agrega tensión y expectativa presente al filme....abunda en asombros, tamizados por un hombre que parece cargar una mochila enorme y querer aliviarla. En este sentido, sólo en este sentido, Pecados ... se acerca más a Tarnation que a Scarface o El Padrino y genera una empatía con Marroquín, siempre ambivalente. Querer a un padre y no avalar -muchas veces, repudiar- todo lo que hizo fuera de ese rol: Shakespeare o Freud se habrían hecho un festín. Entel nos transmite, aunque sea en parte, cómo es vivir esa vida.«.»